# Chihiro Hara
Chihiro Hara (原千尋, Hara Chihiro) est le nom d'un mannequin de mode, d'un mannequin de charme et d'une actrice japonaise de films pornographiques.

## Biographie
Chihiro Hara est née le 22 mai 1984 à Tokyo (Japon). Elle a été peu scolarisée.

## Carrière
Chihiro Hara débute en novembre 2004 dans New Face X Semen, une des vidéos produite par les studios S1 No. 1 Style dès leur formation. En 2004, elle remporte le Prix de la Meilleure Actrice du Film Pornographique délivré par S1 lors du Moodyz Awards.
On la retrouve sur les plateaux de Moodyz dans le courant du mois d'août 2005 pour interpréter, en compagnie de cinq autres actrices, A Queendom of Eros, une vidéo caractérisée par ses costumes élaborés. La vidéo, réalisée par KINGDOM, gagne le Premier prix aux Moodyz Awards. Hara figure dans plusieurs vidéos signées Moodyz entre 2005 et 2006 dont la série A Queendom of Eros: Last Chater en février 2006. Parallèlement elle joue, aux côtés de Shinobu Rei & Minami Mizuhara, dans une production de V-cinema parue le 10 mars 2006 sous le titre Hitoduma Chikan (Hi) Gekijou Itazura (人妻・痴漢（秘）劇場).
S1 et Moodyz font partie de la nébuleuse Hokuto Corporation. Lorsque le nouveau consortium Hokuto Company V voit le jour en octobre 2006, Hara est une des actrices invitée à la réception d'inauguration dans un magasin situé dans le quartier d'Akihabara (en français : Le champ des feuilles d'automne) (秋葉原). Elle interprète Chihiro Hara And Having Plenty Of Sex And Kissing, une des vidéos inaugurales publiées par la nouvelle firme le 1er octobre 2006,.
En 2007, Hara remporte les deux principaux prix du concours AV Open avec deux vidéos de deux producteurs différents : Anal Splash Thick Lesbian United! (肛門潮吹き極太合体レズビアン) dont elle est l'interprète avec Hotaru Akane et Sakura Sakurada se voit attribuer le Premier prix ainsi que le Prix du Président honoraire Lily Franky de l'AV Open Challenge Stage. La vidéo est produite par Cross et réalisée par Captain Ehara. La vidéo Dream school 11 de Moodyz s'est classée troisième dans cette même compition. Elle est à nouveau récompensée par le prix Best Miscellaneous Video, à l'AV Grand Prix de 2008, concours ayant succédé à l'AV Open, pour sa prestation dans Shimiken's Private 7 FUCK aux côtés de six autres actrices et de l'acteur Ken Shimizu. Hara a également tourné, en 2007 deux vidéos non censurées c'est-à-dire sans la pixellisation des organes génitaux habituelle dans les vidéos et films pornographiques japonais.
Pendant la plus grande partie de sa carrière, Hara a été une des actrices les plus en vogue au Japon. Classée 43e au cours des six derniers mois de 2005 sur le site Internet de DMM (en) listant les 100 meilleures actrices en fonction du nombre de DVD vendus pour chacune d'elles, elle gagne la 14e place au cours des six premiers mois de 2006 puis recule à la 30e place au cours des six derniers mois de cette même année, avant de rebondir au troisième rang au début de 2007.
Chihiro Hara a tourné une dizaine de films non censurés principalement sous le nom de Reina Aizaki (愛咲れいら). Un certain nombre de ses vidéos de pornographie extrême renferment des scènes sadomasochistes comprenant viol, torture, sodomie, et/ou scènes de roshutsu (露出), sokan tournées dans des lieux publics.
Elle s'est retiré de l'industrie du film pornographique en 2008 après une carrière prolifique de 4 ans au cours de laquelle elle a obtenu de nombreuses récompenses.

## Filmographie partielle
| Titre du film , | Producteur/N° d'identification   | Réalisateur          | Parution           | Notes |
| --- | -------------------------------- | -------------------- | ------------------ | --- |
| New Face x Semen 新人×ザーメン | S1 ONED-007                      | KINGDOM              | 11 novembre 2004   | Début dans le film pornographique                                                                              |
| Beautiful Legs 美脚 | S1 ONED-018                      | [Jo]Style            | 12 novembre 2004   | |
| Risky Mosaic ギリモザ | S1 ONED-029                      | Hideto Aki           | 11 janvier 2005    | |
| Risky Mosaic-108 Shots of Semen! ギリモザ 108発ごっくん！ | S1 ONED-040                      | KINGDOM              | 11 février 2005    | |
| Sex-Loving Perverted Female Teacher セックス好きの変態女教師 | S1 ONED-058                      | [Jo]Style            | 11 mars 2005       | |
| W Chijo W痴女 | S1 ONED-074                      | KINGDOM              | 11 avril 2005      | Avec Kaya Yonekura                                                                                             |
| The Insulted Pet Just for Me 僕だけの凌辱ペット | S1 ONED-112                      | Hideto Aki           | 19 mai 2005        | |
| Yours Only M Slave あなた専用、M奴隷 | S1 ONED-145                      | [Jo]Style            | 19 juin 2005       | |
| I Will Treat You As My Pet 千尋のペットにしてアゲル | Moodyz Legend MDLD-466           |                      | 13 août 2005       | |
| A Queendom of Eros エロスの王宮 | Moodyz Real MIRD-001             | KINGDOM              | 13 septembre 2005  | Avec Azusa Ayano, Jun Seto, Miki Komori, Shuri Himesaki & Yuna Takizawa                                        |
| Fine Lady's Kiss, Fellatio and Sex イイオンナの接吻、フェラチオ、セックス                                                                                       | Moodyz Real MIDD-018             | Sekido Chokka        | 1er novembre 2005  | |
| Lewd Woman and Semen 3 痴女と精子3 | Moodyz Acid MIAD-023             | Tadanori Usami       | 13 octobre 2005    | |
| Hyper-Digital Mosaic Vol.005 ハイパーデジタルモザイクVol.005 | Moodyz Diva MIDD-036             | Tadanori Usami       | 1er novembre 2005  | |
| Beautiful Legs Slut 美脚痴女 | Moodyz ISM MIID-036              | FLAGMAN              | 13 novembre 2005   | |
| Panty Hose Female Teacher パンスト女教師 | Moodyz ISM MIID-044              | Kunio Takagi         | 1er décembre 2005  | |
| Ecstasy Anal Fuck 快感アナルFUCK | Moodyz Acid MIAD-053             | Kan Hasegawa         | 13 décembre 2005   | |
| Gokkun Club 11 ゴックンくらぶ11 | Moodyz Acid MIAD-064             | Rakuda               | 1er janvier 2006   | |
| A Queendom Of Eros: Last Chapter エロスの王宮〜最終章〜 | Moodyz ISM MIID-087              | FLAGMAN              | 1er février 2006   | Avec Azusa Ayano, Jun Seto, Miki Komori, Shuri Himesaki & Yuna Takizawa                                        |
| Female Receptionist With Glasses メガネスーツの受付嬢 | Moodyz ISM MIID-090              | FLAGMAN              | 13 février 2006    | |
| Tall Model's Black Men and Sex {長身モデルの黒人とセックス | Moodyz Acid MIAD-097             | Sumioshin            | 1er mars 2006      | Interracial |
| Disposable Masochist Slave 32 使い捨てM奴隷32 | Moodyz Acid MIAD-112             | Shibato Taiyo        | 1er avril 2006     | |
| Bukkake Nakadashi Anal Fuck! ぶっかけ中出しアナルFUCK！ | Moodyz Acid MIAD-125             | Katsuyuki Hasegawa   | 1er mai 2006       | |
| Fist Fuck フィストファック | Moodyz Acid MIAD-150             | Fubuki Sakura        | 1er juillet 2006   | |
| Beauty Venus | IdeaPocket Tissue IPSD-001       |                      | 1er août 2006      | Avec Asahi Miura, Noa & Sayuki                                                                                 |
| Chihiro Hara Collection 1 原千尋COLLECTION 1 | S1 ONSD-031                      |                      | 19 août 2006       | Compilation |
| Digital Channel DC29 | IdeaPocket Supreme SUPD-029      | Alala Kurosawa       | 1er septembre 2006 | |
| Bukkake Nakadashi Shaved Pussy Drinking Urine Irrumatio Fuck! ぶっかけ中出しパイパン飲尿イラマチオFuck！                                                        | Moodyz Acid MIAD-197             | Fubuki Sakura        | 1er octobre 2006   | |
| Chihiro Hara And Having Plenty Of Sex And Kissing 原千尋さんとセックスするならたっぷり接吻しないとね                                                            | V VICD-007                       | Hitoshi Nimura       | 1er octobre 2006   | |
| Beauty Exposure Diva 美露出DIVA | V VICD-012                       |                      | 1er novembre 2006  | |
| Orgy Hardcore 淫女、乱交、ハードコア。 原千尋 七海菜々 | Premium Glamorous PGD-049        |                      | 7 novembre 2006    | Avec Nana Nanami                                                                                               |
| Chihiro Hara Hard-Play 4 Hours 原千尋ハードプレイ4時間 | Moodyz Best MIBD-106             |                      | 13 novembre 2006   | Compilation |
| Private Lesson 寸止め女教師ザーメン狩り | Waap Entertainment Cobra ECB-006 | K*WEST               | 5 décembre 2006    | |
| Female Teacher - Nakadashi 20 Times Consecutively 女教師 中出し20連発                                                                                           | IEnergy IESP-219                 |                      | 7 décembre 2006    | |
| Torture Rape 2 Spy Glorious Death Chapter くノ一拷問凌辱 2 隠密散華の章                                                                                         | Attackers Super Special SSPD-031 |                      | 7 décembre 2006    | Avec MEW & Ayumi Hasegawa                                                                                      |
| Temptation: 7 Ultimate Queens Attack Me!! 惑 最強の7人の女王が攻めてくる!!                                                                                      | SOD SDMS-015                     | Minami Namio         | 7 décembre 2006    | Avec Aki Yato, Hina Otsuka, Hotaru Akane, Mitsu Amai, Nana Natsume & Noa                                       |
| Receptionist Who At First Glance Seems So Very Respectable is Really a Vulgar Anal Fucker いっけん高嶺の花の受付嬢ホントは下品なアナルファッカー                | Cross CRPD-133                   | Zack Arai            | 19 décembre 2006   | |
| Male Student - Beautiful Older Sister Who Arouses Juvenile Penises 男子○学生 少年チ○ポに発情する綺麗なお姉さん原千尋先生の巻                                    | SOD SDDK-005                     |                      | 5 janvier 2007     | |
| Pure Nakadashi Special 生中出しスペシャル | Premium Glamorous PGD-064        | Chigasaki Zerry      | 7 janvier 2007     | |
| Cabin Attendant - Shameful Confinement Flight キャビンアテンダント 恥辱の監禁フライト                                                                           | Attackers Shark SHKD-280         | Bins Togo            | 7 janvier 2007     | |
| Magazine "Mrs." Vol. 3 ミセス旬報 VOL.3 | Alice Japan Erotica DV-726       |                      | 19 janvier 2007    | |
| Fragrance 23 | Yellow / Fragrance ELO-077       |                      | 25 janvier 2007    | |
| Female Doctor in... (Coercion Suite Room) Doctor Chihiro (25) 女医in… [脅迫スイートルーム] Doctor Chihiro（25）                                                 | Dream Ticket VDD-008             |                      | 5 février 2007     | |
| Anal Slave Document アナル奴隷白書 | Attackers Inmad ATID-108         | Bins Togo            | 7 février 2007     | |
| Super High-Class Sexual Passion - Nakadashi 20 Times Consecutively 超最高級性感 中出し20連発                                                                    | IEnergy IDOL-074                 |                      | 8 février 2007     | |
| The Best Nakadashi Squirting Sex 最高の中出し潮吹きSEX | Opera OPUD-016                   | Asao Takai           | 25 février 2007    | |
| Jabaku Slave Secretary 蛇縛の奴隷秘書 | Attackers Jabaku JBD-102         | Bins Togo            | 7 mars 2007        | |
| Chihiro Hara Restraint Vibrator Convulsions, Squirting, Continuous Orgasms Nakadashi Fuck 20 in Succession 原千尋を拘束電マ痙攣潮吹き連続アクメ中出しFUCK20連発 | Karma KRMV-254                   |                      | 13 mars 2007       | |
| The Best Pussy and Anal Nakadashi Sex 最高のマンコ＆アナル中出し浣腸SEX                                                                                         | Opera OPUD-018                   | Masaya Ito           | 25 mars 2007       | |
| Electric Train Molester - Nakadashi 20 Times Consecutively 電車痴漢 中出し20連発                                                                                | IEnergy IESP-272                 |                      | 5 avril 2007       | |
| Wealthy Young Lady 32 Shots Nakadashi Rape - Please, Do Not Cum Inside of Me! 資産家令嬢32発中出しレイプ お願い、膣内に出さないで！                             | Attackers Inmad ATID-117         | Bins Togo            | 7 avril 2007       | |
| Tekoki School Ward 手コキ保健室 | SOD SDMS-118                     | Minami Haou          | 19 avril 2007      | |
| Two Women Disguised as Men - Ass Piston Hardcore 男装二人は肛門ピストンハードゲイ                                                                               | Cross CRPD-158                   | Dragon Nishikawa     | 19 avril 2007      | With Riko Tachibana                                                                                            |
| Gokujyo 極嬢 | Yellow ELO-091                   | ライス☆林            | 25 avril 2007      | |
| Tora-Tora Platinum Vol.4 : Chihiro Hara | Tora-Tora-Tora TRP-004           |                      | 26 avril 2007      | Non censurée, cette vidéo n'a pas les organes génitaux masqués par une pixellisation                           |
| Welcome to IdeaPocket Cabaret Club 2 IPキャバクラへようこそ2 | IdeaPocket Tissue ISPD-004       |                      | 1er mai 2007       | Avec Ai Aito, Hikaru Hozuki, Mai Kitamura, Mimi, nao & Yuna Takizawa                                           |
| Dream School 11 ドリーム学園11 | Moodyz OPEN-0715                 | Taikei Shimizu       | 3 mai 2007         | Avec Nayuka Mine, ICHIKA, Erina Kurosawa, Akira Shiratori, Rico, Nami Kimura, Natsuki Ijima & Miina Minamoto   |
| Sexual Passion Private Teacher - Nakadashi 20 Times Consecutively 性感家庭教師 中出し20連発                                                                     | IEnergy IDOL-085                 | Yakumo Matsubara     | 4 mai 2007         | |
| Real Face Chihiro Hara リアル・フェイス 原千尋 | Dogma DDT-167                    | TOHJIRO              | 19 mai 2007        | |
| Anal Splash Thick Lesbian United! 肛門潮吹き極太合体レズビアン                                                                                                  | Cross OPEN-0755                  | Captain Ehara        | 1er juin 2007      | Avec Hotaru Akane & Sakura Sakurada                                                                            |
| Black Dude Urinal - Nakadashi 20 Times Consecutively 黒人便器 中出し20連発                                                                                      | IEnergy IESP-295                 | Yakumo Matsubara     | 21 juin 2007       | Interracial |
| Double Genuine Nakadashi W真性中出し | Moodyz Gati MIGD-028             | [Jo]Style            | 13 juillet 2007    | Avec Serina Hayakawa                                                                                           |
| Big Baby and Little Mommy ビッグベビーとリトルマミー母乳で育てる二人三脚どすけべ人生ミルキーロード                                                              | Cross CRPD-180                   | Dragon Nishikawa     | 19 août 2007       | Avec Tsukasa Maehara & Sakura Sakurada                                                                         |
| Long Legs, Hot Pants & Exposure Date 美脚×ローライズ短パン×露出デート                                                                                           | Marx Brothers SMA-270            |                      | 13 octobre 2007    | |
| Finger Charm : Chihiro Hara | Queen 8 QE-033                   |                      | 17 octobre 2007    | Non censurée                                                                                                   |
| Genuine Nakadashi 真性中出し | 1er décembre 2007                | Moodyz Gati MIGD-080 | Hiroa              | |
| Shimiken's Private 7 FUCK しみけんのプライベート7FUCK | IdeaPocket AVGL-001              | Jiro Tubuyaki        | 1er décembre 2007  | Avec Mangetsu Sakuragawa, Nene, Kaede Akina, Natsuki Sugisaki, Yua Aida & Marin ainsi que l'acteur Ken Shimizu |
| Convenient Woman 都合のイイ女 | Waap Entertainment So WSS-051    | LA ★ MOO             | 15 décembre 2007   | |
| Cum in Mouth, Pussy and Ass 飲みたがるオクチとマンコとアナル | M's Video Group Mania MVMD-030   |                      | 19 mai 2008        | |